# Thierry de La Croix
Pour les articles homonymes, voir Croix.
 (juin 2011).
Si vous disposez d'ouvrages ou d'articles de référence ou si vous connaissez des sites web de qualité traitant du thème abordé ici, merci de compléter l'article en donnant les références utiles à sa vérifiabilité et en les liant à la section « Notes et références ».
Thierry de La Croix est un éditeur français né à Nantes le 19 mars 1952 .

## Biographie
Thierry de La Croix est un spécialiste de linguistique et de sémiologie (il fut, en 1972, l’élève de Jeanne et André Martinet à l’École des hautes études en sciences sociales). Il publie au Cherche midi en 1972 son premier recueil de poèmes : L’Être-Un, qui connaît un vif succès.
Peintre, il expose pour une première exposition personnelle à la galerie Hélène Appel en 1973 et participe aux grandes expositions de groupe (salon des indépendants, salon d’automne). Journaliste et critique il collabore régulièrement à la revue Artitude, très vite remarqué pour son style acéré il est sollicité par la Fondation Maeght et devient rédacteur en chef adjoint de L’Art vivant, revue phare des nouvelles recherches artistiques. En même temps il collabore à différents journaux.
En 1985 il crée la revue musicale Silences et en 1987, les éditions Michel de Maule. Cette maison d’édition générale publie très vite les espoirs de la littérature (René de Ceccaty, Gilles Leroy prix Goncourt 2007), et s’ouvre à la publication de textes d’historiens étrangers regardant la France dans des collections telles que Territoires du Septentrion où publient des universitaires de renom tels Marianne Molander-Beyer : Les Lettres du comte de Creutz, ambassadeur de Suède à la cour de Louis XV et Louis XVI (2006) ; Gunnar von Proschwitz : Les Lettres de Combat de Beaumarchais, dans une édition savante établie par ce professeur émérite à l’Université de Göteborg spécialiste du XVIIIe siècle français (2005) ; Denise Bernard-Folliot traduit la biographie du Maréchal Mannerheim, maréchal de Finlande (1998). Svea et Marianne, le très remarqué Dictionnaire des relations franco-suédoise de Guy de Faramond (2007) ou encore la collection Études historiques dirigée par Yves Lemoine qui y publie en 2000 La Grande Robe, le Mariage et l’Argent.
Depuis vingt ans la maison d’édition Michel de Maule a conquis une place indéniable et une réputation d’accueil des meilleurs textes publiant à la fois Jean-Emmanuel Ducoin rédacteur en chef de L'Humanité dans un recueil de chroniques (Notes d’humanité(s)) en 2007, ou son livre Tour de France, une belle histoire, en 2008, et l’archiduchesse Catharina de Habsbourg qui publie en 2006 Ces Autrichiennes nées pour régner.
Son éclectisme ne doit pas cacher des fidélités à l’école française de philosophie des années 1980, publiant dès 1988 un livre-phare de jeunes philosophes promis à un bel avenir : Éric Alliez, Senior Fellow à l’Université de Londres et Isabelle Stengers, professeur à l’Université libre de Bruxelles (Contre-temps, les pouvoirs de l’argent).
La collection de littérature suédoise ayant contribué à faire connaître en France des auteurs tels que Creutz, Jägerskiöld, Lamm, Nilsson, ou encore Söderberg, Zachau, Sa Majesté le Roi de Suède a décerné à Thierry de La Croix, en 2007, les insignes d'officier dans l'Ordre royal de l'Étoile polaire, insignes qui lui furent remis par son excellence l'ambassadeur Gunnar Lund.